# Alley
Alley – konkurencja Western riding, w której jeździec na koniu musi przeprowadzić cielaka przez 3 bramki we właściwej kolejności w ciągu 90 sekund. Czas jest liczony od wypuszczenia cielaka, do momentu powrotu cielaka do zagrody.
Konkurencja alley jest uznawana za najłatwiejszą konkurencję Western riding związaną z bydłem.